# Uli Binetsch
Uli Binetsch (* 4. August 1961 in Maulbronn) ist ein deutscher Musiker (Posaune, auch Klavier und Dirigat) im Bereich der Klassik und des Jazz.

## Leben und Wirken
Binetsch erhielt seit 1967 Klavierunterricht. Seit 1977 spielte er als Keyboarder bei Joo Kraus und zwischen 1980 und 1983 als Posaunist in der Jazz Big Band Ulm. Zwischen 1984 und 1989 studierte er am Vorarlberger Landeskonservatorium. Bereits 1986 wurde er Lehrer am Jazzseminar Dornbirn. Zudem war er Mitglied im Bregenzer Festspielchor und gehörte zur Gruppe Lauter Blech. 1989 gründete er das Montfort Brass Quintet; zudem spielte er Salsa bei Abaqua. 1991 holte ihn Fuat Kent in sein New Art Ensemble, mit dem es zu mehreren Uraufführungen Neuer Musik kam. 
Seit 1993 gehörte er als Zweiter Posaunist zum Symphonieorchester Villingen-Schwenningen; 1994 wurde er Mitglied der Kammerphilharmonie Bodensee-Oberschwaben. Seit 1997 gehörte er zum „Collegium Instrumentale“ Stuttgart, mit dem er 1999 auf Frankreich-Tournee war.
1994 gründete er ein eigenes Jazz-Quintett mit u. a. Peter Eigenmann. Seit 1999 tourte er mehrfach mit Peter Herbolzheimer und der Jam Factory Big Band. Weiterhin arbeitete er mit Martin Schrack und mit Peter Madsen und gehörte der Deutschen Stubenjazzcombo an. Mit der Dani Felber Concert Jazz Big Band gewann er 2010 den Swiss Jazz Award. Seit 2011 leitete er die Uni Big Band Freiburg, mit der er 2012 das Sacred Concert von Duke Ellington aufführte. Mit dem Tubisten Jörgen Welander spielte er im Duo Low Planet, mit Mala Waldron und Robben Ford in der New Yorker Band Arusha. Weiterhin trat er mit Wolfgang Lackerschmid, Michael Kersting, Veit und Gregor Hübner, Pee Wee Ellis, Andi Maile sowie Nicole Johänntgen auf. Er ist auf Alben mit Felber, Stubenjazz und The Nutty Boys zu hören.